# 山后乡
山后乡是中国黑龙江省哈尔滨市巴彦县下辖的一个乡，位于巴彦县东北部。

## 行政区划
现辖：
平阳村、靠林村、跃进村、胜北村和双林村。